# Lundalynnen
Lundalynnen är en svensk bokserie.
Lundalynnen är en serie på hittills elva volymer 1925−2001 samt en samlingsvolym, med textfigurer av Lundaprofiler, huvudsakligen hämtade från Lunds studentkårs tidskrift Lundagård och skrivna av signaturen Q. Materialet består av korta texter, oftast verser samt karikatyrteckningar av personer med anknytning till studentkåren, Akademiska föreningen, Lunds universitet och andra lärosäten i Lund.

## Volymer
- Volym I.Lundalynnen: organ för Lundagård med omnejd. Studier i akademisk fysiognomik - med 78 texfigurer, hämtade ur Lundagård 1920-25. Lundagård, Lund 1925
- Volym II. Lundalynnen: Studier i akademisk fysiognomik - Med 107 textfigurer hämtade ur Lundagård 1925-1930, Lundagård, Lund 1930
- Volym III. Lundalynnen: organ för Lundagård med omnejd. Mytologisk-fysiognomisk studie: med 93 textfigurer hämtade ur Lundagård 1930-35, LUndgård, Lund 1935
- Volym IV. Lundalynnen: organ för Lundagård med omnejd. Ikonografisk studie: med 100 textfigurer hämtade urLundagård 1935-1942, Lundagård, Lund 1942
- Volym V. Lundalynnen: organ för Lundagård med omnejd. En socialpsykologisk studie: med 100 texfigurer huvudsakligen hämtade ur Lundagård 1942-47, Lundagård, Lund 1947
- Volym VI. Lundalynnen: organ för Lundagård med omnejd.En paleoantropologisk studie: med 100 textfigurer huvudsakligen hämtade ur Lundagård 1947-53, Lundagård, Lund 1953
- Volym VII. Lundalynnen: organ för Lundagård med omnejd. Fakultetsmatrikel: med 100 textfigurer huvudsakligen hämtade ur Lundagård 1954-1960, Lundagård, Lund 1961
- Volym VIII Lundalynnen: organ för Lundagård med omnejd. Med 100 textfigurer delvis hämtade ur "Lundagård" 1961-1968, Lundagård, Lund 1969
- Volym IX. Lundalynnen: organ för Lundagård med omnejd.Med 110 textfigurer delvis hämtade ur Lundagård 1968-1978, Lundagård. Lund 1978
- Volym X. Lundalynnen: organ för Lundagård med omnejd. Med textfigurer delvis hämtade ur "Lundagård" 1978-1988, Lundagård, Lund 1988
- Volym XI. Lundalynnen: konsthistorisk typografisk-artistisk studie. Med 100 textfigurer delvis hämtade ur "Lundagård" 1989-2000 , Lundagård, Lund 2001
- Lundalynnen - 100 Q-verser ur Lundalynnen 1920-1970, med inledning av Hjalmar Gullberg, Bonniers, Stockholm 1970